# Coppa del Mondo di biathlon 1987
La Coppa del Mondo di biathlon 1987 fu la decima edizione della manifestazione organizzata dall'Unione Internazionale del Pentathlon Moderno e Biathlon.
La stagione maschile ebbe inizio il 17 dicembre 1986 a Hochfilzen, in Austria, e si concluse il 14 marzo 1987 a Lillehammer, in Norvegia. Furono disputate 12 gare individuali in 6 diverse località; nel corso della stagione si tennero a Lake Placid i Campionati mondiali di biathlon 1987, validi anche ai fini della Coppa del Mondo, il cui calendario non contemplò dunque interruzioni. Il tedesco orientale Frank-Peter Roetsch si aggiudicò la coppa di cristallo, il trofeo assegnato al vincitore della classifica generale. Non vennero stilate classifiche di specialità; André Sehmisch era il detentore uscente della Coppa generale.
In campo femminile nel corso della stagione si tennero a Lahti i Campionati mondiali di biathlon 1987, validi anche ai fini della Coppa del Mondo, il cui calendario non contemplò dunque interruzioni. La svedese Eva Korpela si aggiudicò la coppa di cristallo. Non vennero stilate classifiche di specialità; la Korpela era la detentrice uscente della Coppa generale.

## Uomini

### Risultati
| Data                                 | Località    | Nazione        | Spec. | Primo                                                                                   | Secondo                                                                             | Terzo                                                                         |
| ------------------------------------ | ----------- | -------------- | ----- | --------------------------------------------------------------------------------------- | ----------------------------------------------------------------------------------- | ----------------------------------------------------------------------------- |
| 17 dicembre 1986                     | Hochfilzen  | Austria        | IN    | Valerij Medvedcev                                                                       | František Chládek                                                                   | Aljaksandr Papoŭ                                                              |
| 20 dicembre 1986                     | Hochfilzen  | Austria        | SP    | Roger Westling                                                                          | Frank-Peter Roetsch                                                                 | Franz Schuler                                                                 |
| 21 dicembre 1986                     | Hochfilzen  | Austria        | RL    | Unione Sovietica                                                                        | Germania Est                                                                        | Norvegia Bjarne Thomassen Geir Einang Eirik Kvalfoss Gisle Fenne              |
| 8 gennaio 1987                       | Borovec     | Bulgaria       | IN    | Jan Matouš                                                                              | Fritz Fischer                                                                       | Valerij Medvedcev                                                             |
| 10 gennaio 1987                      | Borovec     | Bulgaria       | SP    | Fritz Fischer                                                                           | Dmitrij Vasil'ev                                                                    | Valerij Medvedcev                                                             |
| 11 gennaio 1986                      | Borovec     | Bulgaria       | RL    | Unione Sovietica I                                                                      | Unione Sovietica II                                                                 | Cecoslovacchia                                                                |
| 15 gennaio 1987                      | Anterselva  | Italia         | IN    | Frank-Peter Roetsch                                                                     | Aljaksandr Papoŭ                                                                    | Anatolij Ždanovič                                                             |
| 17 gennaio 1987                      | Anterselva  | Italia         | SP    | Aljaksandr Papoŭ                                                                        | Frank-Peter Roetsch                                                                 | Dmitrij Vasil'ev                                                              |
| 18 gennaio 1987                      | Anterselva  | Italia         | RL    | Unione Sovietica I Dmitrij Vasil'ev Anatolj Ždanovič Valerij Medvedcev Aljaksandr Papoŭ | Unione Sovietica II Andrej Nepein Jurij Kaškarov Sergej Antonov Andrej Zenkov       | Germania Est Birk Anders Frank Luck Jens Steinigen Maik Dietz                 |
| 22 gennaio 1987                      | Ruhpolding  | Germania Ovest | IN    | Andrej Zenkov                                                                           | Fritz Fischer                                                                       | Ernst Reiter                                                                  |
| 24 gennaio 1987                      | Ruhpolding  | Germania Ovest | SP    | Fritz Fischer                                                                           | Jan Matouš                                                                          | Eirik Kvalfoss                                                                |
| 25 gennaio 1987                      | Ruhpolding  | Germania Ovest | RL    | Germania Ovest Ernst Reiter Herbert Fritzenwenger Georg Fischer Fritz FIrsc             | Germania Est Frank Luck Frank-Peter Roetsch Matthias Jacob André Sehmisch           | Cecoslovacchia                                                                |
| Campionati mondiali di biathlon 1987 |             |                |       |                                                                                         |                                                                                     |                                                                               |
| 12 febbraio 1987                     | Lake Placid | Stati Uniti    | IN    | Frank-Peter Roetsch                                                                     | Josh Thompson                                                                       | Jan Matouš                                                                    |
| 14 febbraio 1987                     | Lake Placid | Stati Uniti    | SP    | Frank-Peter Roetsch                                                                     | Matthias Jacob                                                                      | André Sehmisch                                                                |
| 15 febbraio 1987                     | Lake Placid | Stati Uniti    | RL    | Germania Est Frank-Peter Roetsch Matthias Jacob André Sehmisch Jürgen Wirth             | Unione Sovietica Dmitrij Vasil'ev Jurij Kaškarov Aljaksandr Papoŭ Valerij Medvedcev | Germania Ovest Ernst Reiter Herbert Fritzenwenger Peter Angerer Fritz Fischer |
| 19 febbraio 1987                     | Canmore     | Canada         | IN    | Valerij Medvedcev                                                                       | Matthias Jacob                                                                      | André Sehmisch                                                                |
| 21 febbraio 1987                     | Canmore     | Canada         | SP    | Jurij Kaškarov Aljaksandr Papoŭ                                                         |                                                                                     | Peter Angerer                                                                 |
| 22 febbraio 1987                     | Canmore     | Canada         | RL    | Unione Sovietica Dmitrij Vasil'ev Jurij Kaškarov Aljaksandr Papoŭ Valerij Medvedcev     | Germania Est Jürgen Wirth Birk Anders Jens Steinigen André Sehmisch                 | Finlandia Risto Moisejeff Antero Lähde Juha Tella Tapio Piipponen             |
| 12 marzo 1987                        | Lillehammer | Norvegia       | IN    | Matthias Jacob                                                                          | Frank-Peter Roetsch                                                                 | André Sehmisch                                                                |
| 14 marzo 1987                        | Lillehammer | Norvegia       | SP    | Peter Angerer                                                                           | André Sehmisch                                                                      | Frank-Peter Roetsch                                                           |
| 15 marzo 1987                        | Lillehammer | Norvegia       | RL    | Germania Est Jürgen Wirth Frank-Peter Roetsch Matthias Jacob André Sehmisch             | Norvegia Geir Einang Eirik Kvalfoss Gisle Fenne Frode Løberg                        | Germania Ovest Ernst Reiter Franz Wudy Peter Angerer Fritz Fischer            |

Legenda:

IN = individuale

SP = sprint

RL = staffetta 4x7,5 km

### Classifiche

#### Generale
| Pos. | Nome                | Nazione          | Punti |
| ---- | ------------------- | ---------------- | ----- |
| 1    | Frank-Peter Roetsch | Germania Est     | 188   |
| 2    | Fritz Fischer       | Germania Ovest   | 183   |
| 3    | Jan Matouš          | Cecoslovacchia   | 166   |
| 4    | Valerij Medvedcev   | Unione Sovietica | 163   |
| 5    | Aljaksandr Papoŭ    | Unione Sovietica | 154   |
| 6    | André Sehmisch      | Germania Est     | 152   |
| 7    | Matthias Jacob      | Germania Est     | 144   |
| 8    | Eirik Kvalfoss      | Norvegia         | 142   |
| 9    | Ernst Reiter        | Germania Ovest   | 140   |
| 10   | Dmitrij Vasil'ev    | Unione Sovietica | 131   |

## Donne

### Risultati
| Data                                 | Località | Nazione   | Spec. | Prima                                                        | Seconda                                      | Terza                                          |
| ------------------------------------ | -------- | --------- | ----- | ------------------------------------------------------------ | -------------------------------------------- | ---------------------------------------------- |
| [...]                                |          |           |       |                                                              |                                              |                                                |
| Campionati mondiali di biathlon 1987 |          |           |       |                                                              |                                              |                                                |
| 25 febbraio 1987                     | Lahti    | Finlandia | IN    | Sanna Grønlid                                                | Kaija Parve                                  | Tuija Vuoksiala                                |
| 27 febbraio 1987                     | Lahti    | Finlandia | SP    | Elena Golovina                                               | Venera Černyšova                             | Anne Elvebakk                                  |
| 28 febbraio 1987                     | Lahti    | Finlandia | RL    | Unione Sovietica Elena Golovina Venera Černyšova Kaija Parve | Svezia Inger Björkbom Mia Stadig Eva Korpela | Norvegia Anne Elvebakk Sanna Grønlid Siv Lunde |

Legenda:

IN = individuale

SP = sprint

RL = staffetta 3x5 km

### Classifiche

#### Generale
| Pos. | Nome          | Nazione  | Punti |
| ---- | ------------- | -------- | ----- |
| 1    | Eva Korpela   | Svezia   |       |
| 2    | Anne Elvebakk | Norvegia |       |
| 3    | Sanna Grønlid | Norvegia |       |